# Her Afghanistan
Her Afghanistan és una organització que busca donar visibilitat a les dones afganeses. Fundada per l'analista Mariam Wardak i la periodista i escriptora Munaza Shaheed, té com a objectiu la iniciativa de demanar a la societat que donin suport a la causa de les dones afganeses gravant conferències informatives sobre la situació que viuen, compartint oportunitats de beques per dones i organitzant debats sobre la situació a l'Afganistan. La seva missió és capacitar les afganeses perquè aconsegueixin possibilitats i transformacions a través d’aquesta plataforma. Així, proporciona una plataforma de connexions, recursos i oportunitats, volent demostrar que el progrés de les dones contribueix directament a la prosperitat de tota la societat i animant les noies i les dones joves a triar carreres de seguretat, pau, política exterior i tecnologia.

## Objectius
- Proporcionar una plataforma de connexions, recursos i oportunitats.[2]
- Transformar les percepcions de les dones afganeses.
- Crear un canal de dones per ocupar llocs de lideratge a l'Afganistan.
- Demostrar que el progrés de les dones contribueix directament a la prosperitat de tots.
- Influir en els líders del govern, el món acadèmic i la indústria per reconèixer el poder adquisitiu de les dones.
- Animar les noies i les dones joves a triar carreres de seguretat, pau, política exterior i tecnologia.

## Propostes
- Fer conferències: Proporcionant vídeos de 15 minuts per avançar en el coneixement de les dones afganeses en seguretat, pau, política exterior i tecnologia.[3]
- Compartir materials: Compartir i penjar documents que puguin ser útils i eficaços en el camp de la seguretat, la pau, la política exterior i la tecnologia.
- Compartir oportunitats: Compartir oportunitats de beques per les dones de l'Afganistan perquè puguin accedir als coneixements i recursos que necessiten.
- Patrocinar discussions: Patrocinar i organitzar conferències a diversos països sobre l'Afganistan. Her Afghanistan recomana assistents i ponents, així com socis.
- Organitzar debats: Organitzar taules rodones a diversos països sobre l’Afganistan. Her Afghanistan ofereix col·laboradores perquè ajudin en l'organització de les sessions.
- Publica històries: Donar suport a veus afganeses joves en matèria de seguretat, pau, política exterior i tecnologia publicant els seus continguts relacionats amb el seu treball i èxits.